# أحمد بركاش
أحمد برڭاش من مواليد الرباط 1905 وتوفي سنة 1994[بحاجة لمصدر] هو سياسي مغربي.

## سيرته

### الأصل
أحمد برڭاش هو ابن باشا الرباط.

### الحياة السياسية
عُيِّن أحمد برڭاش باشا لأزمور سنة 1930.
وفي عام 1939، شغل منصب مندوب مكلف بالتعليم لدى الصدر الأعظم الذي عينه فيه السلطان محمد الخامس، غير أن السلطات الفرنسية ألغت تعيينه هذا عام 1944 ووضعته في الإقامة الجبرية لمدة سنتين.
استدعي عام 1950 لشغل منصب وزير الأحباس، الذي استقال منه عام 1951 أثناء نفي العائلة الملكية. عند استقلال المغرب، عينه محمد الخامس عاملا على الدار البيضاء حتى 19 غشت 1960. في 5 يناير 1963  عاد لوزارة الأحباس مكلفا بالشؤون الإسلامية في حكومة الحسن الثاني الثالثة. أعيد تعيينه في نفس المنصب في حكومات أحمد باحنيني، والحكومة الرابعة في عهد الحسن الثاني، وفي حكومة محمد بنهيمة وأحمد العراقي، وحكومة محمد كريم العمراني الأولى والثانية بين عامي 1963 و 1972.
كان وطنيا متحمسا، مما جعله يمضى حياته في الدفاع عن القضية المغربية.